# Petrel wulkaniczny
Petrel wulkaniczny (Pterodroma baraui) – gatunek średniej wielkości oceanicznego ptaka z rodziny burzykowatych (Procellariidae). Endemiczny dla wyspy Reunion; zagrożony wyginięciem. Monotypowy.
MorfologiaDługość ciała 38 cm. Upierzenie szaro-białe.
Zasięg występowaniaGnieździ się w górskich rejonach wyspy Reunion. Jedno gniazdo odkryto też na wyspie Rodrigues. W sezonie lęgowym, poza samą wyspą, występuje też na akwenach od Reunionu przez obszar mielizn o nazwie Walter Shoals położony 1000 km na południe od Madagaskaru, aż po wybrzeża RPA. Po sezonie lęgowym migruje na wschód i rozprasza się po Oceanie Indyjskim.
Ekologia i zachowaniePetrele wulkaniczne przylatują do kolonii lęgowych we wrześniu. Samice składają jaja w listopadzie. Opieka nad pisklętami trwa od późnego grudnia do początku stycznia. Na zimowiska ptaki odlatują pod koniec marca i w kwietniu.
Żywią się głównie kałamarnicami i rybami. Polują samotnie lub w niewielkich stadach, często w towarzystwie rybitw czarnogrzbietych i burzyków tropikalnych.
Status, zagrożeniaMiędzynarodowa Unia Ochrony Przyrody (IUCN) uznaje petrela wulkanicznego za gatunek zagrożony (EN – Endangered) nieprzerwanie od 2000 roku; wcześniej – w 1994 i 1996 roku – sklasyfikowano go jako gatunek krytycznie zagrożony. Liczebność populacji zgrubnie szacuje się na 15–20 tysięcy par lęgowych, a jej trend jest spadkowy. Największe zagrożenie dla tego gatunku stanowią inwazyjne ssaki, a zwłaszcza koty i szczury. Spory problem stanowi też zanieczyszczenie świetlne (np. od lamp ulicznych) powodujące dezorientację wśród osobników młodocianych, a w rezultacie często śmierć. W latach 90. XX wieku do szybkiego spadku liczebności przyczynił się nielegalny odstrzał tych ptaków. Obecnie wszystkie kolonie lęgowe leżą w obrębie Parku Narodowego Reunionu.